# Cyllopoda jatropharia
Cyllopoda jatropharia là một loài bướm đêm trong họ Geometridae.